# Совєтська селищна рада
Совє́тська се́лищна ра́да — адміністративно-територіальна одиниця та орган місцевого самоврядування в Совєтському районі Автономної Республіки Крим. Адміністративний центр — селище міського типу Совєтський.

## Загальні відомості
- Населення ради: 9 947 осіб (станом на 1 січня 2011 року)

## Населені пункти
Селищній раді підпорядковані населені пункти:
- смт Совєтський

## Склад ради
Рада складається з 30 депутатів та голови.
- Голова ради: Послєдова Марина Миколаївна
- Секретар ради: Скорік Сергій Володимирович

### Керівний склад попередніх скликань
| Прізвище, ім'я, по батькові | Основні відомості                                                        | Дата обрання | Дата звільнення |
| --------------------------- | ------------------------------------------------------------------------ | ------------ | --------------- |
| Притуленко Андрій Маркович  | Селищний голова, 1961 року народження, безпартійний                      | 26.03.2006   | 31.10.2010      |
| Послєдова Марина Миколаївна | Селищний голова, 1962 року народження, освіта вища, член Партії регіонів | 31.10.2010   |                 |

Примітка: таблиця складена за даними сайту Верховної Ради України

### Депутати
За результатами місцевих виборів 2010 року депутатами ради стали:

#### За суб'єктами висування
| Суб'єкт висування | Кількість обраних депутатів | %  |
| ----------------- | --------------------------- | -- |
| Партія регіонів   | 24                          | 80 |
| Самовисування     | 6                           | 20 |

#### За округами
| № округу        | Прізвище, ім'я, по батькові        | Дата визнання обраним | Освіта           | Партійна приналежність | Відомості про обраного депутата                                          |
| --------------- | ---------------------------------- | --------------------- | ---------------- | ---------------------- | ------------------------------------------------------------------------ |
| Партія регіонів |                                    |                       |                  |                        |                                                                          |
| 1               | Ярова Ірина Василівна              | 03.11.2010            | вища             | член Партії регіонів   | УПФУ у Совєтському районі, заступник начальника                          |
| 3               | Копаниця Олена Леонідівна          | 03.11.2010            | вища             | член Партії регіонів   | УПФУ у Совєтському районі, начальник                                     |
| 4               | Скорік Сергій Володимирович        | 03.11.2010            | вища             | член Партії регіонів   | Совєтська РДА, завідувач                                                 |
| 5               | Трегуб Володимир Олегович          | 03.11.2010            | вища             | позапартійний          | МДПУ у Совєтському районі, начальник                                     |
| 6               | Кадирова Тетяна Миколаївна         | 03.11.2010            | вища             | член Партії регіонів   | приватний підприємець                                                    |
| 7               | Несчотний Юрій Викторович          | 03.11.2010            | вища             | член Партії регіонів   | приватний підприємець                                                    |
| 8               | Олефір Василь Вікторович           | 03.11.2010            | вища             | член Партії регіонів   | УПФУ у Совєтському районі, заступник начальника                          |
| 9               | Дейнега Тетяна Анатоліївна         | 03.11.2010            | вища             | член Партії регіонів   | територіальний центр соц. обслуговування, директор                       |
| 10              | Кордик Микола Дмитрович            | 03.11.2010            | середня          | позапартійний          | приватний підприємець                                                    |
| 12              | Гормаш Ніна Миколаївна             | 03.11.2010            | середня          | член Партії регіонів   | приватний підприємець                                                    |
| 13              | Аксеітов Леванер Умерович          | 03.11.2010            | вища             | позапартійний          | ПБП «АВС», директор                                                      |
| 14              | Завалєєва Наталія Володимирівна    | 03.11.2010            | вища             | член Партії регіонів   | управління економіки Совєтської РДА, начальник                           |
| 15              | Пучкова Алла Леонідівна            | 03.11.2010            | вища             | член Партії регіонів   | пенсіонер                                                                |
| 16              | Чеглаков Ігор Анатолійович         | 03.11.2010            | середня          | член Партії регіонів   | приватний підприємець                                                    |
| 17              | Руденко Микола Васильович          | 03.11.2010            | вища             | член Партії регіонів   | приватний підприємець                                                    |
| 18              | Антонова Світлана Григорівна       | 03.11.2010            | вища             | член Партії регіонів   | школа-гимназия № 1, директор                                             |
| 19              | Леонідов Володимир Михайлович      | 03.11.2010            | вища             | член Партії регіонів   | Совєтське управління газового господарств., керівник                     |
| 20              | Ніколов Олександр Анатолійович     | 03.11.2010            | вища             | член Партії регіонів   | Совєтська ЦРЛ, лікар-хірург                                              |
| 21              | Гнатюк Олександр Сидорович         | 03.11.2010            | вища             | член Партії регіонів   | громадська приймальня Партії регіонів, керівник                          |
| 22              | Хриплива Валентина Федорівна       | 03.11.2010            | вища             | член Партії регіонів   | центр гуманітарної освіти Київського міжнародного університету, директор |
| 23              | Репіч Юрій Володимирович           | 03.11.2010            | вища             | член Партії регіонів   | ЧП «ЮРОСТ», директор                                                     |
| 25              | Карімов Шаміль Камілович           | 03.11.2010            | вища             | член Партії регіонів   | Совєтська РДА, заступник голови                                          |
| 26              | Бушмєлєв Геннадій Олександрович    | 03.11.2010            | середня          | член Партії регіонів   | тимчасово не працює                                                      |
| 30              | Продан Ірина Миколаївна            | 03.11.2010            | вища             | член Партії регіонів   | Совєтська селищна рада, секретар                                         |
| Самовисування   |                                    |                       |                  |                        |                                                                          |
| 2               | Соколовський Володимир Віталійович | 10.01.2011            | незакінчена вища | позапартійний          | ПП «Електростиль-Крим», директор                                         |
| 11              | Потапенко Лариса Іванівна          | 03.11.2010            | середня          | позапартійна           | КПССР «Жилсервіс», начальник                                             |
| 24              | Фролова Лариса Сергіївна           | 03.11.2010            | середня          | член Партії регіонів   | пенсіонер                                                                |
| 27              | Кучалієва Діляра Абдуллаєвна       | 03.11.2010            | вища             | позапартійна           | Совєтська ЦРЛ, лікар-хірург                                              |
| 28              | Сейт-Емінов Шевкет Ісмаілович      | 03.11.2010            | вища             | позапартійний          | АП «ДКТЕ», електрик                                                      |
| 29              | Ісмаілов Ісмет Ісаєвич             | 03.11.2010            | вища             | позапартійний          | Совєтська ЦРЛ, заступник головного лікаря                                |